# Administrativní dělení Mongolska
Administrativní dělení Mongolska je tříúrovňové. Nejvyšší jednotkou je ajmag, kterých je 21 a zvláštní status má hlavní město Ulánbátar.

## Dělení ajmagů
V druhé úrovni se ajmagy dělí na somony, kterých je v Mongolsku celkem 329. Somony se dále dělí na bagy, kterých je 1568. Zatímco všechny somony mají administrativní centrum a stálé osídlení, pro všechny bagy to neplatí.

## Dělení hlavního města
Hlavní město Ulánbátar se dělí na 9 dúregů, které se dále dělí na menší choró, kterých je celkem 152.